# Кућа Душана С. Влачића
Кућа Душана С. Влачића подигнута је 1932. године у Власотинцу, на углу Улице Бранка Радичевића 1 као стамбено-трговачка кућа власотиначког житарског трговца Душана Влачића. 
По својој архитектури може се сврстати у примере еклектичног постакадемизма који се у архитектури Србије издвајао по монументалности волумена и њеној доминантној улози у структури града. 
Објекат има приземље, спрат и три обрађене фасаде. Једна је окренута према уличном фронту, друга је на угаоном делу улице, а трећа према дворишном делу парцеле. У приземљу се налазе трговачко-пословне просторије, а на спрату је део за становање. Улаз у зграду је са дворишног дела парцеле, а изнад њега је дуга пространа тераса.
Највећу пажњу градитељ је посветио угаоном делу фасаде и са истуреним балконом изнад приземља испод којег је утиснут монограм власника и година изградње. Маштовитом декорацијом и мансарадним прозорима оживљена је фасада ове куће која се висином издваја у амбијенту. Академска симетрија и складност фасаде наглашена је вертикализном маса и применом правоугаоних прозорских отвора испод којих су парапети украшени балустерима.
Зграда има статичан, кубичан академски волумен. Покривена је двосливним кровом. Унутрашњост зграде је једноставна и функционална. Грађена је од опеке и омалтерисана, а прозори на мансаради изграђени су са циљем да се истакне врх архитектонске композиције репрезентативних прочеља породичних кућа богатих трговаца.
Композиција је лишена претерано наметљивих мотива чиме се постигло складно и симетрично архитектонско остварење, што говори о укусу власника и и његовој жељи да има отмену и монументалну породичну кућу на углу улице.